# سیارک ۲۴۲۱۴
سیارک ۲۴۲۱۴ (به انگلیسی: 24214 Jonchristo، نامگذاری:1999XC67) بیست و چهار هزار و دویست و چهاردهمین سیارک کشف شده‌است که در ۷ دسامبر ۱۹۹۹ کشف شد.
قدر مطلق سیارک برابر ۱۲.۳ است.